# Héctor Barreyro
Héctor Barreyro (Alvear, Corrientes, 4 de septiembre de 1883 - Oberá, Misiones, 11 de septiembre de 1948) fue un médico argentino que ocupó el cargo de gobernador del entonces Territorio Nacional de Misiones durante dos períodos, de 1917 a 1920 y desde 1922 hasta 1930.

## Biografía

### Primeros años y carrera de Medicina
Héctor Barreyro había nacido el 4 de septiembre de 1883 en la ciudad de Alvear de la provincia de Corrientes, que forma parte de la República Argentina, y fue en donde se graduó en Medicina.
Se casó con Juana Acuña Soto. Uno de sus hijos; el Doctor Fernando Barreyro, Médico, Pediatra y cirujano Pediátrico, fue el fundador del primer hospital pediátrico de Posadas, Misiones.
Se radicó en la ciudad de Posadas, adonde fuera uno de los principales fundadores del radicalismo.
Fue concejal y presidente del Concejo Deliberante de Posadas. También ocupó el cargo de intendente de esa ciudad durante tres períodos, desde 1913 hasta 1915, de 1932 a 1933 y desde 1936 a 1937.

### Gobernador del territorio misionero
Barreyro fue designado gobernador del Territorio Nacional de Misiones en dos períodos. El primero fue entre el 23 de mayo de 1917 y el 27 de abril de 1920 y el segundo, entre el 16 de octubre de 1922 y el 1 de enero de 1930.
Durante su gobierno se fundaron las ciudades de Oberá, Bonpland, Barrancón, Aristóbulo del Valle, Profundidad.
Durante su gestión se crearon el Colegio Nacional de Posadas, la Escuela de Artes y Oficios, el Tiro Federal y el Aeroclub de Posadas.
Durante su mandato se acentúo la preponderancia en la economía provincial de las actividades ligadas a la
explotación forestal británica, apoyada desde el Estado, con su correspondiente proceso de concentración de tierras que trajo como consecuencia la expulsión de población rural e indígena y la depredación y desaparición del bosque nativo y selva. La venta masiva de las tierras públicas trajo aparejado la ocupación de las mismas por empresas privadas, todas ellas de capital británico; que produjo un empobrecimiento de las hasta entonces sólidas clases medias rurales-chacareras, la descapitalización de la provincia mediante la exención de impuestos a las empresas británicas, la  expulsión de población rural y el trabajo esclavo de comunidades indígenas. Hacía  1930 según el censo territorial el 53 por ciento de los misioneros vivían en ranchos de adobe, frente al 32 por ciento de una década atrás, en tanto en Posadas la mitad de la población vivía en conventillos, y la malnutrición en comunidades aborígenes y rurales llegaban al 70 por ciento

### Fallecimiento
Barreyro falleció en la ciudad de Oberá, provincia de Misiones, el día 11 de septiembre de 1948.